# Eurabia

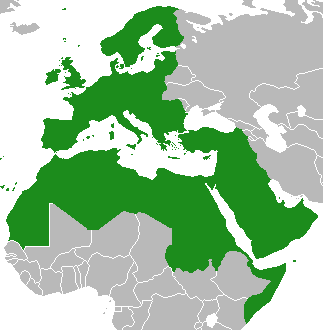
Eurabia: estados de la Liga Árabe, europeos, Turquía e Israel.

Eurabia es un neologismo político, un acrónimo de Europa y Arabia, utilizado para describir una teoría de conspiración de elementos globalistas, supuestamente liderados por potencias francesas y árabes, para islamizar y arabizar Europa, debilitando así su cultura existente y socavando una alineación previa con los Estados Unidos e Israel.
El concepto fue acuñado por Bat Ye'or (seudónimo de Gisele Littman) a principios de la década de 2000 y se describe en su libro de 2005 titulado Eurabia: The Euro-Arab Axis. Benjamin Lee, del Centro de Investigación y Evidencia sobre Amenazas de Seguridad en la Universidad de Lancaster, describe como un argumento que sostiene que Europa "se rindió al Islam y está en un estado de sumisión (descrito como dhimmitud) en el que Europa se ve obligada a negar su propia cultura, permanecer en silencio frente a las atrocidades musulmanas, aceptar la inmigración musulmana y pagar tributo a través de diversos tipos de asistencia económica". Según esta teoría, la culpa recae en una gama de grupos que incluye comunistas, fascistas, medios de comunicación, universidades, mezquitas y centros culturales islámicos, burócratas europeos y el diálogo euro-árabe.
El término ha adquirido cierto interés público y ha sido utilizado y discutido en una amplia gama del espectro político, incluidos los activistas de derecha, los contra-yihadistas y diferentes tipos de activistas antiislámicos y conservadores. La Eurabia de Bat Ye'or es una «teoría conspirativa madre» que se ha utilizado para otras subteorías. La narrativa creció en importancia al expresar sentimientos antiislámicos y fue utilizada por movimientos como «Stop Islamization of Europe». Se ganó un renovado interés después de los atentados del 11 de septiembre y el uso del término por el atacante de Noruega 2011, Anders Behring Breivik. La tesis de Ye'or ha sido objeto de críticas por parte de los estudiosos, que se intensificaron después del atentado de Breivik. Esta conspiración ha sido descrita como parecida a la antisemita de Los protocolos de los sabios de Sion.
El concepto de Eurabia también se plantea en el seno del antieuropeísmo clásico, que ejerce una fuerte influencia en la cultura de los Estados Unidos y en la noción del excepcionalismo estadounidense, que a veces ve a Europa en declive o como una potencia rival en ascenso o, como es el caso aquí, ambos.

## Narrativa básica
El término «Eurabia», que fue el título de una revista de la década de 1970, fue empleado por la italiana Oriana Fallaci y desarrollado por la británica Bat Ye'or en su libro Eurabia: The Euro-Arab Axis (2005), en referencia a una supuesta política exterior común euro-árabe.

Europa ya no es más Europa, es "Eurabia", una colonia del islam, donde la invasión islámica no se lleva a cabo solo en un sentido físico, sino también mental y cultural.
Europe is no longer Europe, it is ‘‘Eurabia’’, a colony of Islam, where the Islamic invasion does not proceed only in a physical sense, but also in a mental and cultural sense
Oriana Fallaci en una entrevista en 2005 (Carr, 2016, p. 2)

Eurabia remite a la noción de un ciclo de esplendor y posterior ocaso de las civilizaciones que ya fue desarrollado a comienzos del siglo XX por Oswald Spengler en La decadencia de Occidente. En Eurabia: The Euro-Arab Axis, Bat Ye'or dice que Eurabia es el resultado del Diálogo Euro-Árabe, basado en una política supuestamente dirigida por los franceses que pretende aumentar el poder europeo contra los Estados Unidos al alinear sus intereses con aquellos de los países árabes. Durante la crisis del petróleo de 1973, la Comunidad Económica Europea (predecesora de la Unión Europea) entró en el diálogo euro-árabe con la Liga Árabe. Ye'or lo dice como la causa principal de la supuesta hostilidad europea hacia Israel, refiriéndose a las políticas exteriores conjuntas euroárabes que ella caracteriza como antiestadounidenses y antisionistas. Ye'or pretendió una conexión cercana de una conspiración de Eurabia y usó el término "dhimmitud", denotando el supuesto "sometimiento occidental al Islam". El término se basa en un boletín publicado en la década de 1970 por el Comité europeo de coordinación de asociaciones de amistad con el mundo árabe, un comité de amistad euroárabe.
Eurabia: The Euro-Arab Axis fue la primera publicación impresa del género Eurabia, que ha crecido hasta convertirse en una serie de títulos, como The West's Last Chance: Will We Win the Clash of Civilizations? (2005), Londonistan: How Britain Has Created a Terror State Within (2006) de Melanie Phillips, Menace in Europe: Why the Continent's Crisis is America's, Too (2006) de Claire Berlinski, While Europe Slept: How Radical Islam is Destroying the West (2006) y Surrender: Appeasing Islam, Sacrificing Freedom (2009) de Bruce Bawer, America Alone: The End of the World As We Know It (2006) de Mark Steyn, Europe and Islam (2007) de Bernard Lewis, Amerikabrevet: Europa i fare (2007) de Hallgrim Berg o Reflections on the Revolution in Europe (2009) de Christopher Caldwell. Una parte importante de la narrativa es la idea de una amenaza demográfica, el temor de que, en algún momento en el futuro, el islam se apoderará de Europa o, como dijo Bernard Lewis, "Europa será islámica para fines de siglo". Los últimos días de Europa de Walter Laqueur se cita a menudo entre la literatura de Eurabia; sin embargo, modificó sus declaraciones más tarde. Otro término similar al de Eurabia es el de Europeistán, utilizado notablemente por el sociólogo español Rafael Bardají.
Como factores de esta islamización que terminaría resultando en el escenario descrito como Eurabia, se han citado la inmigración desde países árabes y la posible inclusión de Turquía en la Unión Europea. En este contexto, la caracterización de los mass media occidentales como aliados de musulmanes y «multiculturalistas» es frecuente.
Según esta teoría, el cambio cultural en Europa habría comenzado a fraguarse tras la crisis del petróleo de la década de los 70 y la posterior guerra que enfrentó a EE. UU. y a los países de la OPEP, que habría obligado a los dirigentes europeos a hacer concesiones a los países productores árabes. Estas concesiones conspiranoicas incluirían:
- Una política exterior conciliadora con los países árabes, con oposición a Estados Unidos e Israel.
- El ingreso de Turquía en la Unión Europea.
- Apertura a la inmigración procedente de los países musulmanes.
- El rechazo a la mención de las raíces cristianas de Europa en la Constitución Europea.
- La concepción de Eurabia como un gran régimen autárquico, es decir, autosuficiente económica y políticamente.
- La defensa de la compatibilidad entre Islam y democracia.

Según esta teoría, la culpa recae en una gama de grupos que incluye comunistas, fascistas, medios de comunicación, universidades, mezquitas y centros culturales islámicos, burócratas europeos y el diálogo euro-árabe.

## Opinión académica
Los académicos han descrito el concepto de Eurabia como una teoría conspirativa islamofóbica. Eurabia simplifica la compleja interacción entre los Estados Unidos, Francia, Israel, los países árabes y musulmanes sobre la base de "nosotros contra ellos". Las teorías de Eurabia son descartadas como teorías islamofóbicas, extremistas y de conspiración en la comunidad académica. Al principio, los académicos mostraron poco interés en las teorías de Eurabia debido a su falta de base fáctica. El tema fue tratado en estudios sobre extremismo de derecha y política de Medio Oriente. Esto cambió después de los atentados de Noruega de 2011, que resultó en la publicación de varias obras que tratan específicamente las teorías conspirativas de Eurabia. Janne Haaland Matláry llegó a decir que "es un mal uso del tiempo analizar algo tan primitivo".

### Demografía
El Pew Research Center dijo en 2011 que "los datos que tenemos no apuntan en absoluto a la dirección de 'Eurabia'" y predice que se estima que el porcentaje de musulmanes aumentará al 8% en 2030. En 2007, los académicos que analizaron los datos demográficos descartaron las predicciones de que la UE tendría mayorías musulmanas. Es razonable suponer que la población musulmana en general en Europa aumentará, y los ciudadanos musulmanes tienen y tendrán una huella significativa en la vida europea.  La perspectiva de una comunidad musulmana homogénea per se, o una mayoría musulmana en Europa, fue descartada.
Justin Vaïsse busca desacreditar lo que él llama, "cuatro mitos de la escuela alarmista", usando a los musulmanes en Francia como ejemplo. Específicamente, él ha escrito que la tasa de crecimiento de la población musulmana fue menor que la predicha por Eurabia, en parte porque la tasa de fertilidad de los inmigrantes disminuye con la integración. Además, señala que los musulmanes no son un grupo monolítico o cohesivo, y que muchos musulmanes sí buscan integrarse política y socialmente. Finalmente, escribió que a pesar de su número, los musulmanes han tenido poca influencia en la política exterior francesa.
Además, los principales referentes musulmanes europeos son bastante vocales en hablar en contra del fundamentalismo religioso y están lejos de reconocer a los países árabes como un modelo a seguir.
David Aaronovitch reconoce que la amenaza del "terror yihadista" puede ser real, pero que no hay amenaza de Eurabia. Aaronovitch concluye que aquellos que estudian teorías de conspiración reconocerán a Eurabia como una teoría que agrega la "tesis del hombre triste a la idea del enemigo interno".

## Impacto
El lema se ha convertido en un tema básico en la extrema derecha y en la derecha populista europea, y también expresa un cambio significativo en su estrategia. Esto ha llevado a la adopción de posiciones políticas que anteriormente se consideraban marginales, ya que el tema antiislámico también ha penetrado en la corriente principal de la política europea.

### Propagación de conspiraciones
The Economist rechazó el concepto de Eurabia como "temor público provocado innecesariamente sobre un tema". Simon Kuper en Financial Times describió el libro de Ye'or como "poco leído pero influyente", y similar a "Protocolos de los Sabios de Sión a la inversa", y agregó que "aunque ridículo, Eurabia se convirtió en la madre espiritual de un género". Según Marjan y Sapir, la idea misma de "Eurabia" está "basada en una teoría de conspiración extremista, según la cual Europa y los estados árabes unirían sus fuerzas para hacer la vida imposible a Israel e islamizar el viejo continente". El autor y periodista independiente Matt Carr argumentó que Eurabia había pasado de "una teoría de conspiración extravagante" a una "peligrosa fantasía islamofóbica". Arun Kundnani, escribiendo para el Centro Internacional para la Lucha contra el Terrorismo, señala que "Eurabia" cumple la "necesidad estructural" del movimiento contra-jihad para una teoría conspirativa.

### Influencia post 11-S
Después de los ataques del 11 de septiembre de 2001, los musulmanes y el mundo árabe emergieron como una amenaza percibida. Las poblaciones de minorías musulmanas y la inmigración musulmana adquirieron una nueva importancia política. El historiador y sociólogo José Pedro Zúquete indica que: la amenaza de que el mundo árabe se levantará en el continente y el espectro de una Europa musulmana se han convertido en características ideológicas y temas básicos de la extrema derecha europea.

### Atentados de Noruega de 2011
2083: Una Declaración de Independencia Europea fue el manifiesto de Anders Behring Breivik, el autor de los atentados de Noruega de 2011. Incluye una larga discusión y apoyo a la teoría de "Eurabia". También contiene varios artículos sobre el tema de Eurabia escritos por Bat Ye'or y Fjordman. Como resultado, la teoría recibió amplia atención de los principales medios de comunicación después de los ataques.

### Política estadounidense
En los Estados Unidos, las teorías han encontrado fuertes defensores en el movimiento contrayihadista, entre ellos el presidente de Stop Islamization of America, Robert Spencer y los comentaristas políticos Daniel Pipes y Mark Steyn. En su campaña 2011-2012 para la nominación presidencial republicana, el senador Rick Santorum advirtió que Europa estaba "creando una oportunidad para la creación de Eurabia", y que el continente estaba "perdiendo, porque no tienen hijos".
El borrador de una película del 2007 de Steve Bannon, quien más tarde se convertiría en el estratega jefe del presidente Donald Trump y miembro del Consejo de Seguridad Nacional de los EE. UU., propuso que los musulmanes intentaban convertir a los Estados Unidos en los "Estados islámicos de América".